# كهف أورغان
كهف أورغان (بالإنجليزية: Organ Cave)؛ هو كهف يقع في مقاطعة غرينبريه في الولايات المتحدة.

## السياحة
يعد «كهف أورغان» أحد مواقع الجذب السياحي في مقاطعة غرينبريه في ولاية فرجينيا الغربية الأمريكية.